# 크리스토프 빌리발트 글루크
크리스토프 빌리발트 글루크(독일어: Christoph Willibald Gluck, 1714년 7월 2일~1787년 11월 15일)은 독일의 작곡가로 고전주의 시대에 중요한 작곡가 중 하나이며, 특히 〈오르페오와 에우리디체〉로 유명하다.
그는 후원자였던 프랑스의 왕비인 마리 앙트와네트의 음악 교사로서도 유명하다. 일부에서는 글루크를 적어도 오페라에선 로코코와 고전주의 시대의 음악의 아버지로 여긴다. 글루크의 드라마적이지 못한 요소는 모두 배제한 오페라 개혁은 음악의 역사에서 큰 전환점이었다.

## 일생
글루크의 아버지는 체코 보헤미아의 여러 지방에서 귀족의 삼림관(森林官)으로 근무했던 사람으로, 따라서 그의 소년시절은 식구들과 함께 여기저기로 거처를 옮기는 생활이 계속되었다. 17세경, 아버지의 반대를 뿌리치고 집을 나와 프라하로 가서, 프라하 대학의 철학과에 적을 둠과 동시에 음악활동도 시작하였다.
1736년, 빈에서 로브코비츠공(公)의 실내악 연주자가 되어 그 곳에서 이탈리아 오페라를 많이 들을 기회를 얻었으며, 또한 다음해 이탈리아에서 교회음악 및 전고전파의 기악작곡가로서 유명했던 삼마르티니(G.B.Samartini, 1700-1775)에게서 가르침을 받아 최초의 오페라 <아르타세르세(Artaserse)>를 발표한 이후 이탈리아 오페라 작곡에 의욕을 갖게 되었다. 그 후 글루크의 오페라는 평판이 좋아져, 밀라노, 베네치아, 크레마, 토리노 등 이탈리아의 여러 도시에서 1744년(30세)까지 오페라 8곡, 파스팃쵸 2곡을 계속 발표하였다. 1746년, 런던으로 가서 오페라 2곡을 작곡하였으나, 공교롭게도 영국에 내란이 일어났기 때문에 어느 곡도 평판을 얻지 못하였다. 다음해 독일에 가서 드레스덴 근교의 비르니츠에서 오페라 한 곡을 상연하고, 이 기회에 밍고티의 오페라 순회공연단에 참가하여 유럽 각지를 순회 연주하였다. 1750년(36세) 빈의 거상(巨商) 딸인 마리안네와 결혼하였는데, 두 사람은 일생 행복한 결혼생활을 하였다.
1752년부터는 빈을 중심으로 활약하여 그 무렵부터 프랑스 오페라 코미크의 영향을 받은 작품을 남겼다. 1761년부터는 대본작가 칼차비지(Ranieri Calzabigi)와 협력하여 <오르페오와 에우리디체>, <알체스테(Alceste)> 등을 작곡하였으나 이탈리아의 오페라 부파의 인기에 눌려 별로 호평을 받지 못하였다. 오페라 작곡가로서의 글루크의 최후 무대는 파리였다. 1772년, 프랑스 대사의 권고에 의해 프랑스 오페라를 작곡할 것을 결심하고, 1774년 <타우리스의 이피게네이아>가 파리에서 대성공을 거두고 프랑스 오페라풍으로 제작한 <오르페오와 에우리디체> 등이 그 뒤를 이었다. 당시 파리 오페라계에는 글루크를 미는 프랑스파와 피치니의 이탈리아파 사이에 대논쟁이 일어나 두 사람은 <타우리스의 이피게네이아>를 작곡하여 실력을 겨루었으나 결국 글루크의 실력이 인정받기에 이르렀다. 그 후 파리를 떠나 빈으로 돌아와서 은퇴와 다름없는 생활을 하다가, 1787년 빈에서 73세의 일생을 마쳤다.

## 글루크의 가극개혁
1769년에 빈에서 출판된 <알체스테>의 악보에는 글루크 오페라에 대한 새로운 이상이 명백히 기록되어 있다. 여기서 그는 "시는 음악표현의 기초가 되며 음악은 시에 종속한다. 아리아와 레치타티보의 구분이 없어야 한다. 가수의 기교 과시나 필요 이상의 음악적 장식을 가능한 한 배제하여 단순한 기법을 쓴다. 악기는 막의 상황에 따라 알맞게 선택되어야 한다. 서곡을 극 전체의 분위기와 밀접하게 관계지어야 한다. 합창, 춤, 무대장면, 무대효과 등은 극적인 명확함을 위해 통일성을 갖게 해야 한다." 등을 강조하고 있다. 글루크는 이처럼 이탈리아 오페라, 프랑스 오페라, 독일 오페라 등이 지니는 각 양식을 융합하여, 가수에 편중하는 오페라에서 '음악을 대본에 봉사케 하는 오페라'로의 개혁을 이룩하였다.

## 대표 작품

### 오페라
- 오르페오와 에우리디체 1762년, 개정된 파리 판본 1774년
- 알체스테 1767년, 개정판 1776년
- 타우리스의 이피게네이아 1779년

## 참고 자료
- 이 문서에는 다음커뮤니케이션(현 카카오)에서 GFDL 또는 CC-SA 라이선스로 배포한 글로벌 세계대백과사전의 내용을 기초로 작성된 글이 포함되어 있습니다.